# Amsterdam-American Bank
De Amsterdam-American Bank was een Nederlandse bank die van 1978 tot 1981 heeft bestaan.
Het faillissement van de bank heeft verschillende Nederlandse gemeenten, waaronder Hillegom en Urk, een flinke schadepost opgeleverd.

## Geschiedenis
De bank werd in juni 1978 opgericht als dochter van de Panamese Mid American Credit Corporation en richtte zich vooral op de financiering van de handel met Zuid-Amerika. Al in 1981 kwam de bank in problemen: op 14 augustus verleende de Amsterdamse rechtbank op verzoek van De Nederlandsche Bank surseance van betaling. De oorzaak lag in het verstrekken van ongedekte kredieten aan bedrijven in Zuid-Amerika, waaronder bedrijven die eigendom waren van aandeelhouders van de Mid America Corporation. In de volgende maanden werd bekend dat de gemeenten Monster, Nieuwegein, Urk en Hillegom grote bedragen bij de bank hadden uitgezet. Hoewel de bank al op 23 oktober 1981 failliet was verklaard, kwam de werkelijke toedracht pas bij de verificatievergadering in augustus 1983 naar buiten. Een van de directeuren bleek namelijk een bedrag van vijftien tot twintig miljoen gulden aan de bank te hebben onttrokken terwijl de schulden 25 miljoen bedroegen. Uiteindelijk werd aan crediteuren 52% van hun vorderingen betaald.

## Jurisprudentie Hillegom/Hillenius
In 1981 had de gemeente Hillegom een deposito van 600.000 gulden bij de bank geplaatst.In datzelfde jaar ging de bank failliet. Omdat de gemeente Hillegom vermoedde, dat het faillissement een gevolg was van falend toezicht door De Nederlandsche Bank (DNB), werd het hoofd van de accountantsdienst van DNB, Hillenius, opgeroepen voor een voorlopig getuigenverhoor.
In dit verhoor weigerde hij bepaalde vragen te beantwoorden met een beroep op art. 46 lid 1 van de Wet toezicht kredietwezen (geheimhoudingsplicht).
Dit beroep op een verschoningsrecht werd uiteindelijk door de Hoge Raad gehonoreerd. Het arrest was gebaseerd op een prejudiciële beslissing door het Europees Hof van Justitie. Wat betreft het conflict tussen specifieke wettelijke geheimhoudingsplicht (Wtk) en algemene wettelijke getuigplicht (BW) werd tevens vastgesteld:
- dat uitzonderingen op de geheimhoudingsplicht mogelijk zijn,
- dat de rechter telkens van vraag tot vraag moet vaststellen of sprake is van een verschoningsrecht.[7][8]